# Steckborn (district)
Het district Steckborn was een district in het Zwitserse kanton Thurgau. Het district had een oppervlakte van 132,9 km² en 17.486 inwoners (eind 2004). De hoofdplaats was Steckborn.
Tot het district behoorde de volgende gemeenten:
| Gemeentenaam | Inwoners (31/12/2004) | Oppervlakte (km²) |
| ------------ | --------------------- | ----------------- |
| Berlingen    | 777                   | 4,0               |
| Eschenz      | 1532                  | 12,0              |
| Herdern      | 919                   | 13,7              |
| Homburg      | 1431                  | 24,1              |
| Hüttwilen    | 1378                  | 17,6              |
| Mammern      | 551                   | 5,5               |
| Müllheim     | 2493                  | 8,7               |
| Pfyn         | 1845                  | 13,0              |
| Raperswilen  | 409                   | 7,7               |
| Salenstein   | 1201                  | 6,6               |
| Steckborn    | 3371                  | 8,8               |
| Wagenhausen  | 1579                  | 11,2              |